# Andy Roddick
Andrew Stephen »Andy« Roddick, ameriški tenisač, * 30. avgust 1982, Omaha, Nebraska, ZDA.
Roddick je nekdanji vodilni na moški teniški lestvici ATP in zmagovalec enega turnirja za Grand Slam, še štirikrat pa je zaigral v finalu. Osvojil je turnir za Odprto prvenstvo ZDA leta 2003, ko je v finalu v treh nizih premagal Juana Carlosa Ferrera. V finalih je zaigral na turnirjih za Odprto prvenstvo Anglije v letih 2004, 2005 in 2009 ter na turnirju za Odprto prvenstvo ZDA leta 2006. V vseh štirih finalih ga je premagal Roger Federer, v zadnjem leta 2009 s 14–16 v odločilnem petem nizu. Na turnirjih za Odprto prvenstvo Avstralije se je najdlje uvrstil v polfinale v letih 2003, 2005, 2007 in 2009, na turnirjih za Odprto prvenstvo Francije pa v četrti krog leta 2009. v letih 2003 in 2004 je bil skupno štirinajst tednov vodilni na lestvici ATP. Upokojil se je star trideset let po turnirju za Odprto prvenstvo ZDA leta 2012, ko ga je v četrtem krogu izločil Juan Martin del Potro. Njegova igra je temeljila na močnem servisu, leta 2004 je na polfinalni tekmi Davisovega pokala z 249,4 km/h postavil nov rekord, ki ga je leta 2011 podrl Ivo Karlović. Leta 2017 je bil sprejet v Mednarodni teniški hram slavnih.

## Posamični finaliGrand Slamov(5)

### Zmage (1)
| Leto | Turnir               | Nasprotnik v finalu | Rezultat finala    |
| 2003 | Odprto prvenstvo ZDA | Juan Carlos Ferrero | 6–3, 7–6(7–2), 6–3 |

### Porazi (4)
| Leto | Turnir                   | Nasprotnik v finalu | Rezultat finala                     |
| 2004 | Odprto prvenstvo Anglije | Roger Federer       | 6–4, 5–7, 6–7(3–7), 4–6             |
| 2005 | Odprto prvenstvo Anglije | Roger Federer       | 2–6, 6–7(2–7), 4–6                  |
| 2006 | Odprto prvenstvo ZDA     | Roger Federer       | 2–6, 6–4, 5–7, 1–6                  |
| 2009 | Odprto prvenstvo Anglije | Roger Federer       | 7–5, 6–7(6–8), 6–7(5–7), 6–3, 14–16 |